# I fortunati casi dell'altalena
L'altalena (conosciuto anche come I fortunati casi dell'altalena) è un dipinto di Jean-Honoré Fragonard del 1767, parte della Wallace Collection di Londra.

## Descrizione e stile
Il dipinto in stile rococò rappresenta una scena immersa in una fitta boscaglia, illuminata da una luce proveniente da una zona alla sinistra della tela.
La protagonista dell'opera è una ragazza riccamente vestita in atto di dondolarsi sull'altalena, spinta dal marito alle sue spalle; ai suoi piedi si trova un uomo nascosto tra le siepi, ovvero uno spasimante facente parte di questo triangolo amoroso. Mentre si dondola perde una scarpetta, la quale simbolicamente riporta ad un doppio senso malizioso nell'interpretazione del dipinto: questa idea è sostenuta anche dalla presenza di statue di cupidi.
Il dipinto è la quintessenza del Rococò per l’estrema eleganza dei dettagli, per la sensualità evidente e per la leggerezza dell’episodio. Ma è anche uno degli ultimi capolavori di questa corrente: la nascita del più serioso Neoclassicismo, ma soprattutto la Rivoluzione francese, cancelleranno il mondo frivolo dell’aristocrazia francese e lo stile che la rappresentava.